# Santa Lucía Utatlán
Santa Lucía Utatlán è un comune del Guatemala facente parte del dipartimento di Sololá.
Il più antico documento conosciuto che citi la località è un rapporto scritto da Francisco de Zuava nel 1689 sui conventi francescani esistenti, tra i quali risulta anche quello di Santa Lucía, a cui lo stesso documento attribuisce una popolazione di circa 400 abitanti.